# Irene Tarimo
Irene Tarimo (1r d'octubre de 1964) és una biòloga de Tanzània, cap del Departament d'Estudis Ambientals a la Universitat Oberta de Tanzània (OUT), on també és professora i investigadora. Anteriorment va ser directora d'OUT a la regió de Lindi des de 2007 fins a 2015.

## Biografia
El 1983, va obtenir un diploma en biologia, química i educació a Dar es Salaam Teachers College, ara dita Dar es Salaam University College of Education. El 2003, va obtenir una Llicenciatura en Ciències de l'Educació (amb honors) de la Universitat Oberta de Tanzània. Després, el 2007, un Mestratge en Ciències Ambientals  de la Universitat de Dar es Salaam i un doctorat en el Control de la Contaminació Ambiental i models ecològics de la Universitat Oberta de Tanzània amb la Universitat de Copenhaguen. En 2011, va ser professora visitant a la Universitat de Montana. En 2019, va rebre un certificat del Centre de Relacions Exteriors.